# Multioppia wilsoni
Multioppia wilsoni är en kvalsterart som beskrevs av Aoki 1964. Multioppia wilsoni ingår i släktet Multioppia och familjen Oppiidae.

## Underarter
Arten delas in i följande underarter:
- M. w. wilsoni
- M. w. hungarica
- M. w. laniseta